# Bostens
Bostens (gaskonsko Bausten) je naselje in občina v francoskem departmaju Landes regije Akvitanije. Naselje je leta 2009 imelo 176 prebivalcev.

## Geografija
Kraj leži v pokrajini Gaskonji 15 km severovzhodno od središča Mont-de-Marsana.

## Uprava
Občina Bostens skupaj s sosednjimi občinami Campet-et-Lamolère, Gaillères, Geloux, Lucbardez-et-Bargues, Mont-de-Marsan, Saint-Avit, Saint-Martin-d'Oney in Uchacq-et-Parentis sestavlja kanton Mont-de-Marsan Sever s sedežem v Mont-de-Marsanu. Kanton je sestavni del okrožja Mont-de-Marsan.

## Zanimivosti
- romanska Marijina cerkev iz 12. stoletja; Bostens se nahaja ob romarski poti v Santiago de Compostelo, Via Lemovicensis.